# Milo (đồ uống)
Milo (/ˈmaɪloʊ/) là một loại đồ uống phổ biến tại châu Á, châu Âu, châu Phi, châu Mĩ, châu Đại Dương được pha chế từ sô-cô-la và bột mạch nha với nước nóng hoặc  sữa bột. Milo được phát minh bởi nhà phát minh người Úc Thomas Mayne vào năm 1934,và được Nestlé mua bản quyền sản xuất độc quyền.
Thức uống này được bán phổ biến dưới dạng bột trong một hộp thiếc màu xanh lá cây, thường được mô tả bằng các hoạt động thể thao khác nhau; Milo cũng được bán như một thức uống pha sẵn tại một số quốc gia, và sau đó đã được phát triển thành một bữa ăn nhẹ hay ăn sáng với ngũ cốc. Thành phần và hương vị của nó khác nhau ở các nước trên thế giới.

## Lịch sử

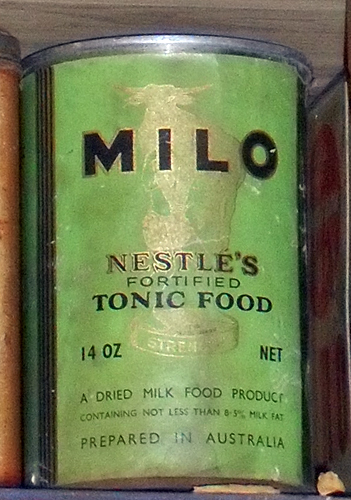
Lon Milo vào những năm 1940.

Năm 1934, nhà hóa học và nhà phát minh công nghiệp người Úc Thomas Mayne đã phát triển Milo và ra mắt nó tại Triển lãm Phục sinh Hoàng gia Sydney. Milo bắt đầu sản xuất tại nhà máy đặt tại Smithtown, gần Kempsey trên Bờ biển phía Bắc New South Wales. Tên này bắt nguồn từ vận động viên cổ đại nổi tiếng Milo of Croton.

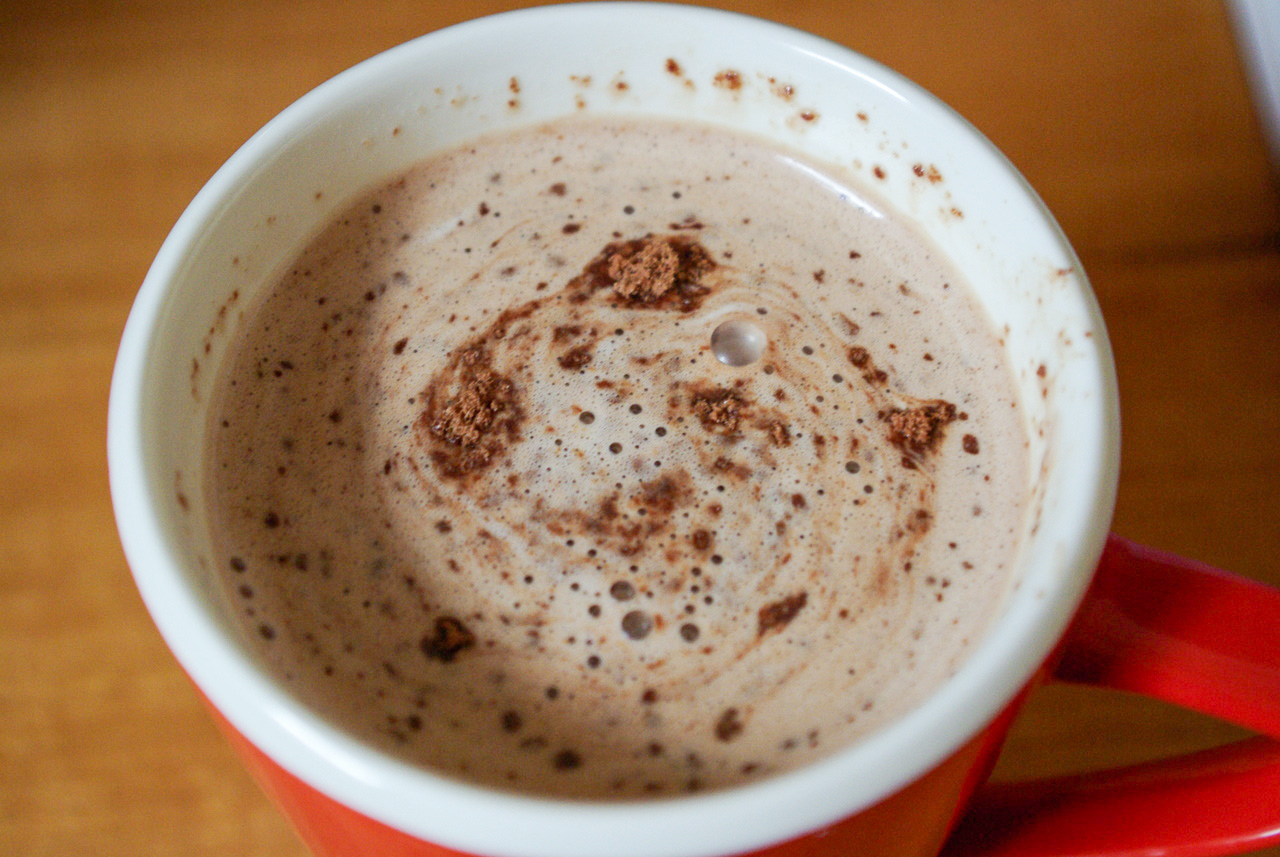
Một tách Milo nóng

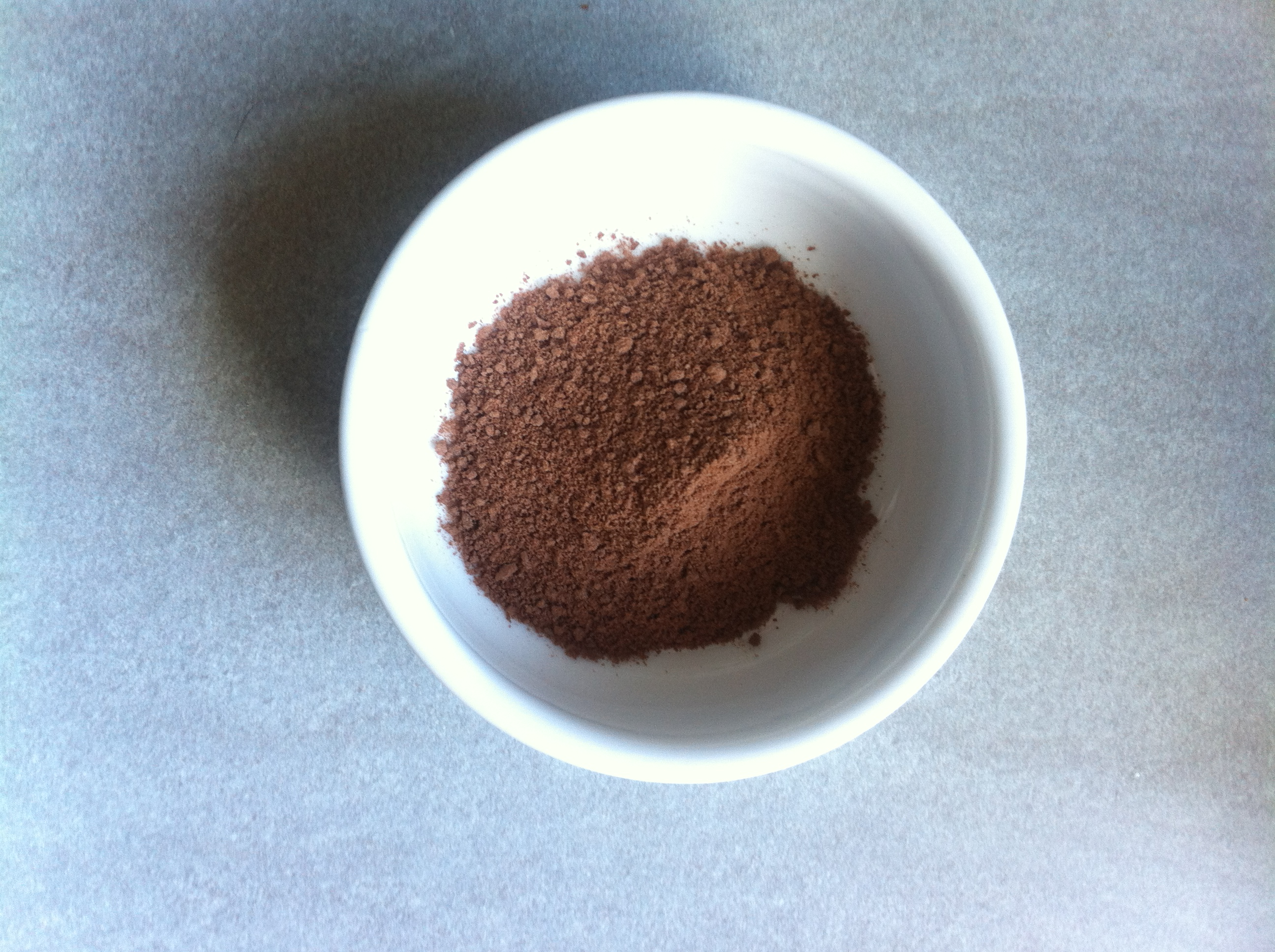
Bột Milo dành cho thị trường Úc vào năm 2016

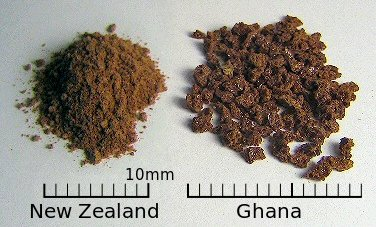
Milo khác nhau giữa các khu vực, như đã thấy trong so sánh song song giữa hai phiên bản của Milo từ New Zealand và Ghana.

## Tiếp thị

### Việt Nam
- Milo đầu tư mạnh cho hoạt động quảng cáo tại Việt Nam.[2][3]

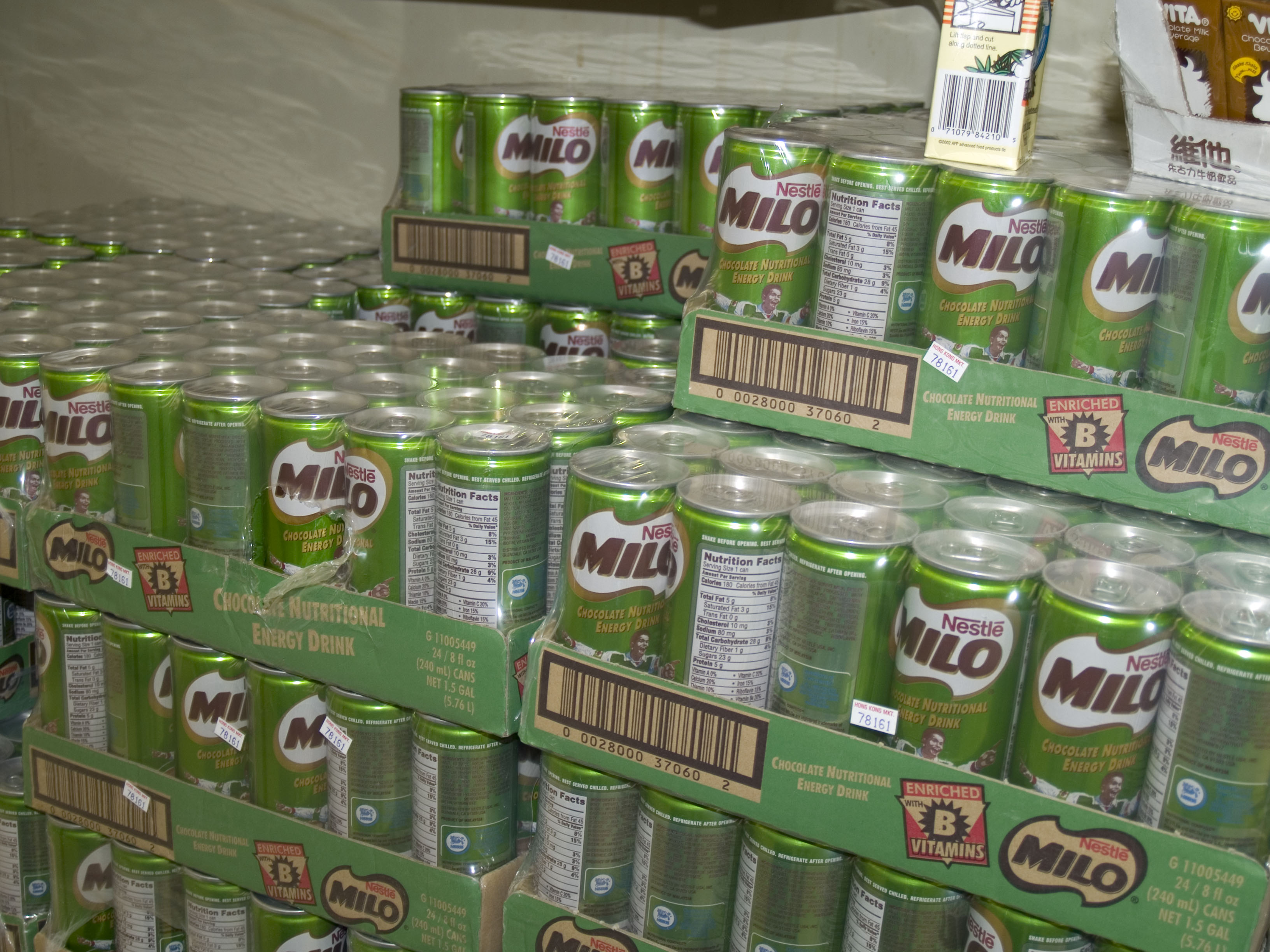
Milo được đóng gói ở dạng lon bán tại Chợ Hồng Kông ở Houston

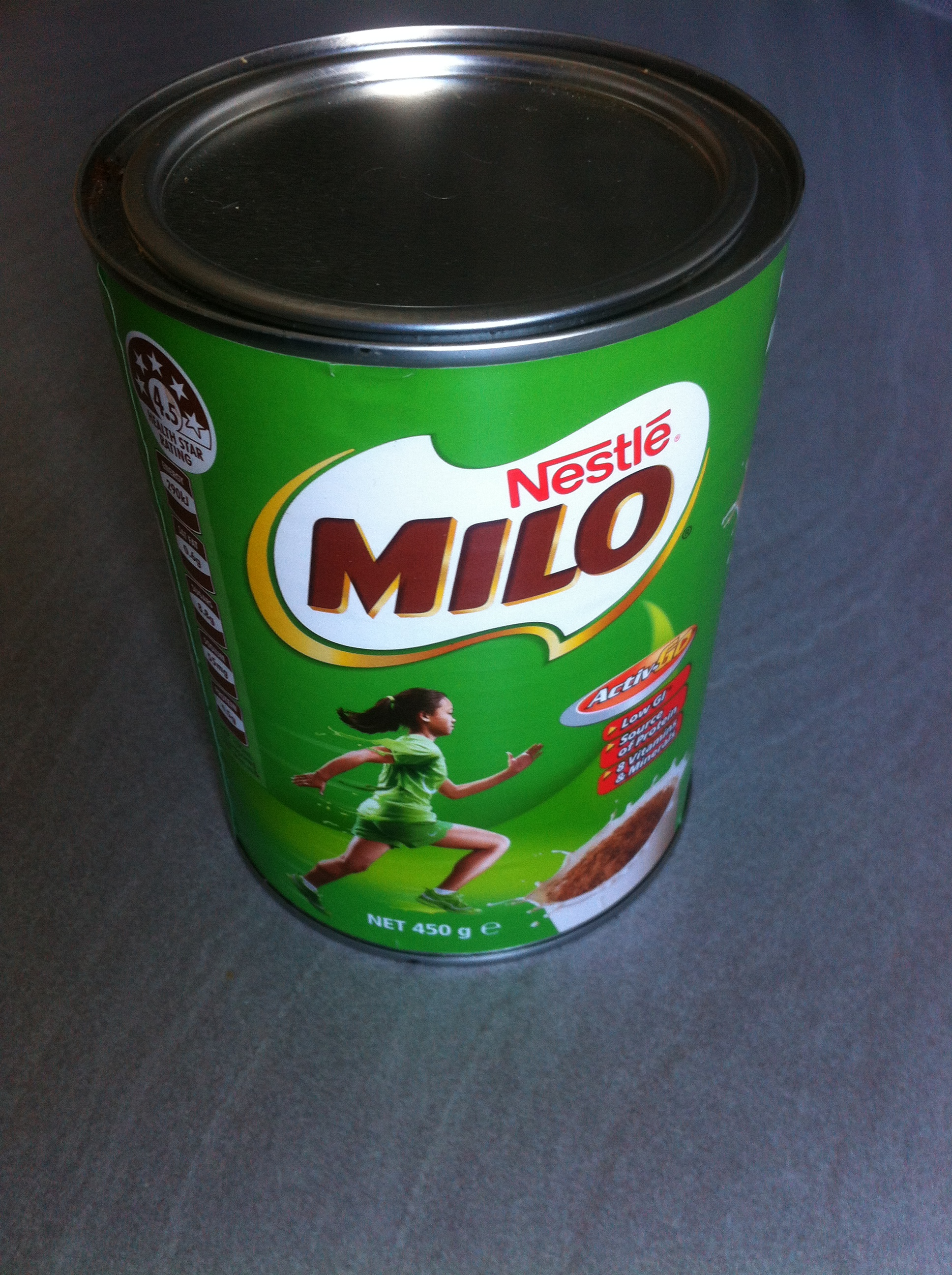
Một hộp Milo làm bằng thiếc nặng 450g

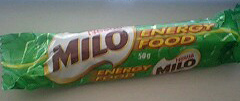
Một thanh Milo.

## Khẩu hiệu

### Việt Nam
- Nhà vô địch làm từ Milo
- Thức uống lúa mạch dành cho nhà vô địch
- Tiếp sức giờ ra chơi cho ngày năng động

### Các quốc gia khác
- Minum Milo, anda jadi sihat dan kuat (Uống Milo giúp bạn khỏe mạnh và mạnh mẽ) (Malaysia)
- Sungguh Hebat Manfaat Milo Untuk Anda (Những lợi ích thực sự tuyệt vời của Milo dành cho bạn)	(Malaysia)
- Energi Juara (Năng lượng của nhà vô địch) (Indonesia & Malaysia)
- Energi Untuk Menang tiap hari (Năng lượng để chiến thắng mỗi ngày) (Indonesia)
- Tenaga Untuk Melangkah Jauh (Năng lượng để đi xa hơn) (Malaysia)
- Milo te da energia, la meta la pones tu (Milo cho bạn năng lượng, giúp bạn đạt mục tiêu) (Colombia)
- The Energy Drink! La Boisson Énergetique! (Thức uống năng lượng (Canada)

Milo có thể xuất khẩu ra nước ngoài